# طلای نقره‌ای
طلای نقره‌ای (به هندی: Chandi Sona) فیلمی محصول سال ۱۹۷۷ و به کارگردانی سنجای خان است. در این فیلم بازیگرانی همچون سنجای خان، پروین بابی، پریم نات، پران، رانجیت، دنی دنزونگپا، آسرانی، کامینی کاشال، افتخار، راج کاپور ایفای نقش کرده‌اند.